# Sacred Games
Sacred Games („Heilige Spiele“) ist der englische Originaltitel eines 2006 erschienenen Romans des indischen Autors Vikram Chandra. Der Roman wurde auf Deutsch als Zweiteiler unter den Titeln Der Gott von Bombay und Bombay Paradise sowie ungeteilt unter dem Titel Der Pate von Bombay veröffentlicht. Der Roman ist ein Thriller vor dem Hintergrund der sozialen und religiösen Spannungen im Bombay der Gegenwart und indisch-pakistanischer Geschichte. Das Werk wurde von der Kritik hoch gelobt und ist in mehrere Sprachen übersetzt worden.

## Form
Der Roman wechselt zwischen „Gaitonde-Kapiteln“, in denen der Mafia-Boss Gaitonde die Geschichte seines Lebens in der Ich-Form erzählt und „Singh-Kapiteln“, in denen die Nachforschungen und Erlebnisse des Polizeiinspektors Singh von einem Personalen Erzähler berichtet werden. Hinzu kommen drei über das Buch verteilte Exkurse, die die mit der Geschichte der Teilung Indiens 1947 verwobene Geschichte der Familie der Mutter Sartaj Singhs darstellen beziehungsweise Hintergrundberichte über andere im Roman auftretende Personen geben. Vikram Chandra erzählt dabei in zumeist alternierenden Kapiteln die Geschichte vom Aufstieg und Fall des indischen Mafia-Bosses („Bhais“) Ganesh Gaitonde und der Nachforschungen des Polizeiinspektors Sartaj Singh über eine möglicherweise in Bombay versteckte Bombe, die im Zusammenhang mit dem Tod des Ganesh Gaitonde zu stehen scheint.

## Inhalt
Sartaj Singh, einziger Sikh-Inspektor von Bombay, erhält einen anonymen Anruf, der ihn zum Versteck des berüchtigten Mafia-Bosses Ganesh Gaitonde führt. Gaitonde sucht über eine Gegensprechanlage das Gespräch mit Singh, der seinen Erzählungen jedoch nur so lange zuhört, bis er mit Hilfe eines Baggers das stark gesicherte Haus des Gangsterbosses stürmen kann, der sich daraufhin das Leben nimmt. Das Haus entpuppt sich als atombombensicherer Bunker und der Verdacht entsteht, dass Gaitonde von einem bevorstehenden nuklearen Anschlag in Bombay Kenntnis hatte. Sartaj Singh nimmt die Ermittlungen auf. Für Sartaj Singh nicht hörbar erzählt Gaitonde offenkundig nach seinem eigenen Tod währenddessen Singh die Geschichte seines Lebens.

## Auszeichnungen
- 2006 Vodafone Crossword Book Award
- 2006 Hutch Crossword Book Award in der Kategorie „English Fiction“
- 2007 Salon Book Award
- 2007 Nominiert für National Book Critics Circle Award

## Ausgaben
Im englischen Original
- 2006 als Hardcover bei Faber & Faber Limited in London
- im selben Jahr als Taschenbuch bei Penguin Books
- 2007 Hardcover bei HarperCollins
- im selben Jahr als Taschenbuchausgabe wiederum bei Faber & Faber.

In deutscher Übersetzung
- 2006 in einer – vom Autor im Original so nicht vorgesehenen – zweibändigen Hardcover-Ausgabe unter den Titeln Der Gott von Bombay (ISBN 978-3-351-03091-9) und Bombay Paradise (ISBN 978-3-351-03092-6) im Aufbau-Verlag
- 2008 unter dem Titel "Der Pate von Bombay" (ISBN 978-3-7466-2483-9) als Taschenbuch im selben Verlag.

Es erschienen außerdem Ausgaben u. a. in französischer, spanischer, italienischer und skandinavischen und slawischen Sprachen.